# 野田進 (法学者)
野田 進（のだ すすむ、1950年 - ）は、日本の法学者。九州大学名誉教授。専門は労働法。

## 略歴
福岡県出身。福岡県立修猷館高等学校を経て、1974年神戸大学法学部卒業、東京大学大学院法学政治学研究科博士後期課程単位修得退学。
九州大学大学院法学研究院教授、九州大学法科大学院教授、同法科大学院長、九州大学副学長、福岡県労働委員会会長を務めた。2016年定年退職。

## 著書

### 単著
- 『労働契約の変更と解雇』（信山社、1997年）
- 『「休暇」労働法の研究』（日本評論社、1999年）
- 『事例判例　労働法』（弘文堂、2011年）

### 共著
- （中窪裕也）『労働法ロールプレイング』（有斐閣、2000年）
- （松井茂記・千葉恵美子・五十川直行）『シネマで法学[新版]』（有斐閣、2004年）
- （和田肇・中窪裕也）『国立大学法人の労働関係ハンドブック』（商事法務、2004年）
- （中窪裕也・和田肇）『労働法の世界』（有斐閣、2007年）
- （山下昇・有田謙司・柳澤武・笠木映里）『判例労働法入門』（有斐閣、2009年）

## 門下生
- 山下昇 - 九州大学教授
- 柳澤武 - 名城大学教授
- 龔敏 - 久留米大学教授
- 畑井清隆 - 志學館大学教授
- 新屋敷恵美子 - 九州大学准教授
- 鄒庭雲 - 早稲田大学法学学術院助手